# Vollenhoofs volkslied
Het Vollenhoofs volkslied is het volkslied van Vollenhove. Er zijn drie verschillende liederen die hiervoor gebruikt kunnen worden. De laatste jaren wordt  ’t Akkertien op de Voorst gezien als het echte volkslied.

## ’t Akkertien op de Voorst
Als basis van dit volkslied werd het Limburgs volkslied, welk in 1909 is geschreven door de onderwijzer Gerard Krekelberg, gebruikt. De melodie is gecomponeerd door de in Roermond geboren Henri Tijssen, dirigent van het Koninklijk Roermonds Mannenkoor. Omstreeks de jaren '50 is dit volkslied in gebruik genomen, vermoedelijk is de tekst gemaakt door een plaatselijke schoolmeester. Hij heeft dit geschreven om van de Vollenhoofse bevolking een hechter geheel te maken, dit was nodig na de aanleg van de Noordoostpolder en het verdwijnen van de visserij.
Waar aan 't strand van 't IJsselmeer

Vollenhove ligt

Waar zo menig visserman

Hoopvol 't anker licht

Waar de Voorst zo prachtig blinkt

aan de waterkant 

Doar is mien Va zien laand 

 't Akkertien op de Voorst

Doar is mien Va zien laand 

 't Akkertien op de Voorst

Vollenhove, prachtig land

Aan de waterkant.

Met je grasland en je bouw

Waar ‘k zoveel van hou.

Met je bossen en je zee

Je geschiedenis.

Doar is mien Va zien land

Dat mij dierbaar is.

Doar is mien Va zien land

Dat mij dierbaar is.

Maar waar eens de zee bestond

Is nu polderland.

 't Bracht voor velen in Veno

Weer een nieuwe kans.

Vollenhove slaapt niet in

Aan de polderrand,

Maar blijft als steeds paraat

Aan de polderrand

Maar blijft als steeds paraat

Aan de polderrand

Melodie: Waar in 't bronsgroen eikenhout (Limburgs volkslied).

## Waar de Zuiderzee eens bruiste
Dit lied is geschreven door een toe nu toe onbekende auteur.
Waar de Zuiderzee eens bruiste

langs de haven en de Voorst,

Waar de zilte zeewind ruiste

rond die vuurtoor’n als een toorts

juich ik aan het oude strand (bis)

 'k Heb u lief mijn dierbaar land

Vollenhove en ommeland.

Waar de Oldenhof zijn kruinen

groen omkranst ten hemel steekt 

waar voorheen de oude duinen

werden doorsnee’n door een beek

juich ik aan het oude strand (bis)

 'k Heb u lief mijn dierbaar land

Vollenhove en ommeland.

Waar de stoer massieve toren

van de eeuwenoude kerk

nog altijd zijn roep doet horen

tot een bede na het werk 

juich ik aan het oude strand (bis)

 'k Heb u lief mijn dierbaar land

Vollenhove en ommeland.

Waar voorheen de volle schuiten

van de visvangst voorgekeerd, 

leegden hunne volle fuiken, 

rijkdom, voorspoed brachten eerst 

juich ik aan het oude strand (bis)

 'k Heb u lief mijn dierbaar land

Vollenhove en ommeland.

Altijd zal ik u gedenken, 

land waar ik geboren ben. 

Moog de toekomst voorspoed schenken 

is mijn vurige gebed, 

Altijd blijft mijn hart verpand 

aan dit dierbaar Voorsterland. 

 'k Heb u lief mijn dierbaar land 

Vollenhove en ommeland.

## Fulnaholied
Dit lied is gemaakt bij de viering van 600 jaar stadrechten in het jaar 1954 door Wim van Heerde. Bij deze viering werd hij voor het eerst gezongen.
Wie kent niet het stadje wat oud en vervallen

dat eenmaal verrees aan de oever der zee?

Daar hoorde men vroeger de jachthoren schallen

daar volgde de jager het spoor van de ree. 

De visser wierp 't net in de bruisende baren

de boer trok zijn ploeg door de zandgronden heen.

Een vogel zong 't lied boven ruisende aren

zo was Vollenhove in 't grijze verleen.

Kastelen en machtige buitens verrezen

een jachtstoet trok vrolijk door velden en bos

En ver in het rond werd de grootheid geprezen

van d' edele die streed op zijn vurige ros.

En eeuwenlang zongen de schuimende golven 

hun lied langs de kust rond het stedeke heen.

In stormnacht werd 't strand door het water bedolven

dat was Vollenhove in 't grijze verleen.

Veel is er verdwenen uit 't verre verleden

een polder kwam op uit de bruisende vloed.

Kastelen vervielen - men hoort in het heden

geen schallende hoorns bij een adellijke stoet.

Maar wat in ons stadje is overgebleven

wordt door wie het kent steeds geëerd en bemind.

Het ambt met zijn akkers en groenende dreven

dat is Vollenhove zo men 't heden vindt.